# Apollo (California)
Apollo es un área no incorporada ubicada en el condado de San Bernardino en el estado estadounidense de California.

## Geografía
Apollo se encuentra ubicada en las coordenadas 35°20′30″N 116°52′28″O / 35.34167, -116.87444.